# Романова, Алёна Александровна
Алёна Александровна Романова (род. 14 сентября 1983, Тула) — российская певица, автор песен, участник групп Zventa Sventana, «АЛЁNА» и «ДДТ».

## Биография
Родилась и выросла в Туле (в возрасте начальной/средней школы проживала на Камчатке, в селе Усть-Хайрюзово). Творческий путь начала с Тульской областной филармонии — была солисткой в ансамбле «Услада». Параллельно с «Усладой» училась в Тульском музыкальном училище им. Даргомыжского. После окончания поступила в московский Государственный музыкально-педагогический институт имени М. М. Ипполитова-Иванова, далее несколько лет читала в нём курс лекций по расшифровке и аранжировке народных песен.
В 2005 году Романова, вместе с джазовой певицей Христиной Кузнецовой, стала участницей проекта Zventa Sventana. В проекте помимо солисток задействованы джазовые и эстрадные музыканты, а также диджеи и музыканты, создающие электронную музыку. В поисках образцов песенного наследия русского народа девушки неоднократно отправлялись в этнографические экспедиции по Тульской, Смоленской и другим областям России. Результатом этих поездок стали композиции — творческие переложения народных песен, созданных при помощи как русских народных инструментов, так и современных — струнных, фортепиано, саксофона.
Летом 2006 года состоялся музыкальный старт Zventa Sventana на трех фестивалях подряд — «Усадьба-Джаз» в Архангельском, Etnolife в подмосковных Сорочанах и Jazz Q в Санкт-Петербурге. В ноябре 2006 года в одном из московских клубов состоялась презентация первой пластинки «Zventa Sventana» «Страдания». В записи принимали участие такие джазовые музыканты, как Анатолий Герасимов, Сергей Старостин, Сергей Клевенский, Антон Давидянц. Дебютному альбому группы «Zventa Sventana» оценку дал Питер Гэбриел — бывший солист группы «Genesis», один из наиболее влиятельных экспертов, работающий в этом направлении. В 2006 году во время выступления группы «Zventa Sventana» на джаз-фестивале JAZZ Q пение Романовой Кузнецовой было признано открытием года.
В 2007 году проект Zventa Sventana стал лауреатом независимой музыкальной премии «Золотая Горгулья» в номинации World Music.
Летом 2007 года интернет-издание Time Out назвало девушек из Zventa Sventana фолк-дивами, наряду с Пелагеей, Хелависой и Инной Желанной.
Кроме упомянутых фестивалей, Алёна Романова, как вокалистка проекта Zventa Sventana, вместе с Христиной Кузнецовой приняла участие в таких фестивалях, как NuNote Lounge Fest 2007, Cityjazz-2007, «Нашествие»-2007, «Нашествие»-2008, «Саянское кольцо», 2009 г., «Дикая мята 2009» и многих других.
В 2006 году Романова вместе с ансамблем «Ладушки» выступала на открытии первого всероссийского конгресса фольклористов в Москве.
В 2010 году Романова стала бэк-вокалисткой группы ДДТ (по мнению Бориса Барабанова, «фактически разделив вокальные партии с Юрием Шевчуком»). Её первое совместное выступление с ДДТ состоялось 4 сентября 2010 года на концерте группы в Красноярске.

«Юра увидел наше выступление в Интернете, оно ему понравилось. Позвонил и говорит: „Может, приедешь в Питер, попробуем сделать что-то вместе?“ Попробовали, сделали, по-моему, получилось».
Участие в ДДТ вызвало положительные отзывы со стороны музыкальных критиков и поклонников группы. Романова принимала участие в записях альбомов Иначе (2011), Прозрачный (2014), а также участвовала в международных турах ДДТ с программами «Иначе», «Сольник» и «Прозрачный».
В октябре 2014 года вместе с музыкантами ДДТ Константином Шумайловым, Алексеем Федичевым, Романом Невелевым и Тёмой Мамаем создала свой сольный проект АЛЁNА. Презентация первого альбома проекта АЛЁNА ожидается в октябре 2015 года:

Назвали мы наш альбом «Подумаю». Он будет мощным, с перегруженными гитарами, жесткими барабанами, где-то с элементами электронного звучания. Но присутствие живых инструментов, включая этнические — это, конечно, неотъемлемая часть альбома. Будут песни и лирические, трепетные. Звучание их соответствует содержанию и энергетике. Многие песни из архивов, есть песни, которые записаны в экспедициях. Как по этому поводу говорит Юрий Юлианович: «Ездила по деревням, распивала с бабушками самогон и собирала по крупицам народные песни».
В октябре 2019 года выходит второй альбом группы АЛЕNА под названием «Час», состоящий из 12 треков. В него вошли народные песни центрального, западного и южного регионов России, многие из которых можно услышать на концертах «ДДТ» в исполнении Алены Романовой.
4 мая 2019 года группа АЛЕNА с успехом принимает участие в крупнейшем рок-фестивале Piligrim (Германия, г. Мангейм).
Летом 2019 года вышел музыкальный клип на песню «Голова моя болит» из первого альбома группы «Подумаю» (режиссёр Александр Мицкевич, оператор Дарья Каледа).
Алена Романова — лауреат многочисленных всероссийских и международных конкурсов. В частности, лауреат Всероссийского вокального конкурса «ЭТНИКА — 2002», а также обладательницей гран-при конкурса «Голоса России».

## Дискография
Zventa Sventana
- 2006 — Страдания

ДДТ
- 2011 — Иначе
- 2014 — Live In Essen 2013
- 2014 — Прозрачный
- 2017 — Прозрачный. Концерт в Минске
- 2018 — Галя ходи
- 2021 — Творчество в пустоте

АЛЁNА
- 2015 — Подумаю
- 2019 — Час